# ضعف الكلام واللغة

رسم بياني لاضطراب الكلام والحبسة باللغه البولنديه

يعد ضعف الكلام واللغة من الفئات الأساسية التي يمكن استخلاصها في قضايا الاتصال بما في ذلك السمع والكلام واللغة والطلاقة.
يتميز ضعف الكلام بصعوبة في نطق الكلمات. تشمل الأمثلة التأتأة أو مشاكل إصدار أصوات معينة. يشير التعبير الصوتي إلى الأصوات والمقاطع وعلم الأصوات التي ينتجها الفرد. ومع ذلك، قد يشير الصوت إلى خصائص الأصوات المنتجة - على وجه التحديد، درجة الصوت وجودته وشدته. في كثير من الأحيان، تعتبر الطلاقة أيضًا فئة تحت الكلام، تشمل خصائص الإيقاع والمعدل والتركيز على الصوت الناتج.
ضعف اللغة هو ضعف محدد في فهم ومشاركة الأفكار والأفكار، أي اضطراب يتضمن معالجة المعلومات اللغوية. يمكن أن تشمل المشاكل التي قد تواجه شكل اللغة، بما في ذلك القواعد والصرف وبناء الجملة والجوانب الوظيفية للغة، بما في ذلك الدلالات والبراغماتية.
يمكن للفرد أن يعاني من نوع واحد أو كلا النوعين من الإعاقة. يتم تحديد هذه الإعاقات / الاضطرابات من قبل أخصائي أمراض النطق واللغة. فيما يلي تعريفات موجزة للعديد من اضطرابات الكلام الأكثر بروزًا:

## تعذر أداء الكلام
تعذر الأداء النطقي هو الشكل المكتسب لاضطراب الكلام الحركي الناجم عن إصابة الدماغ أو السكتة الدماغية أو الخرف.

### تحرير عسر القراءة اللفظي التنموي
يشير عسر القراءة اللفظي التنموي بشكل خاص إلى اضطراب الكلام الحركي. هذا اضطراب عصبي. يواجه الأفراد الذين يعانون من تعذر الأداء اللفظي النمائي صعوبة في نطق الأصوات والمقاطع والكلمات. لا ترجع الصعوبات إلى ضعف العضلات،  بل بسبب التنسيق بين الدماغ وأجزاء معينة من الجسم. تعذر الأداء النطقي هو الشكل المكتسب من هذا الاضطراب الناتج عن إصابة الدماغ أو السكتة الدماغية أو الخرف.تكون التدخلات أكثر فعالية عندما تحدث بشكل فردي في البداية، وبين ثلاث إلى خمس مرات في الأسبوع. مع التحسينات، يمكن تحويل الأطفال المصابين بتعذر الأداء إلى إعدادات العلاج الجماعي. يجب أن تركز التمارين العلاجية على تخطيط وتسلسل وتنسيق حركات العضلات التي ينطوي عليها إنتاج الكلام. يجب على الأطفال الذين يعانون من عسر القراءة اللفظي التنموي ممارسة الاستراتيجيات والتقنيات التي يتعلمونها من أجل التحسين. بالإضافة إلى الممارسة، يمكن أن تكون التغذية الراجعة مفيدة في تحسين تعذر الأداء في الكلام. ردود الفعل اللمسية (اللمس)، الملاحظات المرئية (مشاهدة الذات في المرآة)، وردود الفعل اللفظية كلها إضافات مهمة.  كما تم الاستشهاد بالارتجاع البيولوجي كعلاج محتمل. يتضمن التدريب الوظيفي وضع الفرد في مواقف أكثر من الكلام، مع تزويده  لها بنموذج الكلام، مثل، ومع ذلك، لأن السبب عصبي، لا يتقدم بعض المرضى. في هذه الحالات، قد يكون AAC أكثر ملاءمة.

### عسر الكلام
عسر الكلام هو اضطراب الكلام الحركي الذي ينتج عن إصابة عصبية. ينبع بعضها من تلف مركزي، بينما ينبع البعض الآخر من تلف الأعصاب المحيطية. يمكن مواجهة صعوبات في مشاكل الجهاز التنفسي أو وظيفة الطية الصوتية أو إغلاق البلعوم على سبيل المثال.

### اضطرابات عضلية الوجه والفم تحرير
تشير الاضطرابات العضلية الوظيفية للفم والوجه إلى المشكلات التي تحدث عندما يندفع اللسان للأمام بشكل غير لائق أثناء الكلام. في حين أن هذا أمر معتاد عند الرضع، فإن معظم الأطفال يتخلصون منه. الأطفال الذين يستمرون في المبالغة في حركة اللسان قد يصدرون أصوات كلام بشكل غير صحيح، مثل / s / و / z / و / / و / tʃ / و / dʒ /. على سبيل المثال، يمكن نطق كلمة «بعض» على أنها «إبهام».
سيعتمد علاج OMD على التقييم المهني. سيقدم كل طفل وضعية شفوية فريدة يجب تصحيحها. وبالتالي، فإن التدخلات الفردية سوف تختلف. تتضمن بعض الأمثلة ما يلي:
- زيادة الوعي بالعضلات حول الفم
- زيادة الوعي بمواقف الفم
- تحسين قوة العضلات والتنسيق
- تحسين إنتاج صوت الكلام
- تحسين أنماط البلع

### تعديل اضطراب صوت الكلام
قد تكون اضطرابات صوت الكلام من نوعين: النطق (إنتاج الأصوات) أو العمليات الصوتية (أنماط الصوت). قد يتخذ اضطراب النطق شكل استبدال أو حذف أو إضافة أو تشويه أصوات الكلام العادية. قد تتضمن اضطرابات العملية الصوتية صعوبات أكثر منهجية في إنتاج أنواع معينة من الأصوات، مثل تلك التي تصدر في مؤخرة الفم، مثل "k" و "g". بطبيعة الحال، يجب استبعاد التشوهات في آليات الكلام من قبل أخصائي طبي. يجب أن تكون علاجات مشاكل النطق فردية لتناسب الحالة الفردية. نهج التنسيب - إرشاد الفرد إلى المكان الذي يجب أن يكون فيه اللسان وكيفية نفخ الهواء بشكل صحيح - يمكن أن يكون مفيدًا في صعوبات بعض أصوات الكلام. قد يستفيد شخص آخر أكثر من تطوير مهارات التمييز السمعي، لأنه / هي لم يتعلم تحديد أصوات الخطأ في حديثه / حديثها. سيحتاج تعميم تقنيات الكلام المكتسبة إلى التعميم على مواقف الحياة اليومية.  من ناحية أخرى، يمكن أن تتضمن معالجة العملية الصوتية ارتكاب أخطاء نحوية، مثل الإغفالات في الكلمات. في مثل هذه الحالات، قد يكون التدريس الصريح للقواعد اللغوية كافياً.  بعض حالات اضطرابات صوت الكلام، على سبيل المثال، قد تنطوي على صعوبات في نطق أصوات الكلام. إن تثقيف الطفل حول الطرق المناسبة لإصدار صوت الكلام وتشجيعه على ممارسة هذا النطق بمرور الوقت قد ينتج عنه كلام طبيعي، اضطراب صوت الكلام. وبالمثل، فإن التلعثم ليس له سبب واحد معروف، ولكن ثبت أنه يتم تقليله أو القضاء عليه بشكل فعال من خلال تشكيل الطلاقة (على أساس المبادئ السلوكية) وتقنيات التعديل التلعثم.

### تحرير التلعثم
التلعثم هو اضطراب في طلاقة حديث الفرد، والذي يبدأ في مرحلة الطفولة وقد يستمر مدى الحياة. التأتأة هي شكل من أشكال عدم الطلاقة. يصبح عدم الطلاقة مشكلة بقدر ما يعيق الاتصال الناجح بين الطرفين. قد يكون عدم إتقان اللغة ناتجًا عن التكرار غير المرغوب فيه للأصوات، أو امتداد أصوات الكلام أو المقاطع أو الكلمات. تتضمن حالات عدم التوافق أيضًا فترات توقف غير مقصودة في الكلام، حيث لا يستطيع الفرد إنتاج أصوات الكلام. بينما يتم مناقشة الفعالية، فإن معظم برامج علاج التلعثم هي برامج سلوكية. في مثل هذه الحالات، يتعلم الفرد المهارات التي تعمل على تحسين قدرات الاتصال الشفوي، مثل التحكم في معدل الكلام ومراقبته. قد يساعد أخصائيو النطق واللغة هؤلاء الأفراد على التحدث بشكل أبطأ وإدارة التوتر الجسدي المتضمن في عملية الاتصال. يمكن تطوير الطلاقة عن طريق اختيار معدل بطيء للكلام، واستخدام جمل وجمل قصيرة. مع النجاح، يمكن زيادة السرعة حتى يتم الوصول إلى المعدل الطبيعي للكلام السلس. بالإضافة إلى ذلك، يجب القضاء على العقوبة على إنتاج الكلام غير الصحيح، وتشجيع بيئة التحدث المتساهلة. أظهرت أجهزة الطلاقة الإلكترونية، التي تغير المدخلات السمعية وتقدم تغذية راجعة سمعية معدلة للفرد، نتائج مختلطة في مراجعات البحث.